# Glenshira
Glenshira ist eine Villa in der schottischen Stadt Bearsden in East Dunbartonshire. 2002 wurde das Gebäude in die schottischen Denkmallisten in der höchsten Kategorie A aufgenommen.

## Geschichte
Die Villa ist unter der Adresse 27 Boclair Road im Osten Bearsdens zu finden. Glenshira wurde 1926 innerhalb eines Jahres für den Fliesenimporteur James Slos Duncan errichtet. Den Entwurf der Villa lieferte seine Ehefrau. Zwischen 1959 und 1999 befand sich das Gebäude im Besitz des Schiffseigners McPhail. Der darauffolgende Eigentümer ließ 2001 Restaurierungsmaßnahmen vornehmen. Hierbei wurden die Zimmerdecken der drei Haupträumlichkeiten renoviert und die Steine des Kamins erneuert. Die Fliesen mit Vögelmotiven wurden in Handarbeit kopiert.

## Beschreibung
Das einstöckige Gebäude weist Motive der Arts-and-Crafts-Bewegung auf. Die Gebäudefront weist nach Süden und wird von drei Giebeln dominiert, von denen der mittlere der breiteste und etwas zurückversetzt ist. Die Dächer weisen hohe Neigungswinkel auf. Rückwärtig verläuft eine Treppe in einem halbrunden Turm, der von kleinen Zwillingsfenstern und einer Sonnenuhr umgeben ist und eine Plakette mit dem Baujahr 1927 zeigt. Die Fassaden sind wie in Südwestschottland traditionell üblich mit Harl verputzt. Im Innenraum sind insbesondere die dekorativen Putzarbeiten sowie die kunstvoll bemalten Glasflächen und Keramikfliesen erwähnenswert. Das Grundstück wird von einer Bruchsteinmauer umfriedet. Die Einfahrt wird von Torpfosten mit quadratischen Grundflächen umrahmt, die mit kleinen Obelisken abschließen.